# Clarence G. Badger
Clarence G. Badger (9 de junio de 1880 - 17 de junio de 1964) fue un director y guionista cinematográfico de nacionalidad estadounidense, activo en las décadas de 1910, 1920 y 1930. 

## Biografía
Nacido en San Francisco, California, entre sus películas más destacadas figuran It, protagonizada por Clara Bow, más de una docena de largometrajes y cortos protagonizados por Will Rogers, y dos películas de Raymond Griffith, Paths to Paradise y Hands Up!. Se inició en el cine como guionista de un cortometraje western, pasando casi inmediatamente a la dirección acompañando a Harry Williams en un film producido por Keystone Studios.
Badger se mudó a Australia para dirigir Rangle River (1936), decidiendo retirarse allí, rodando únicamente otro film, That Certain Something (1941).

## Filmografía

### Director
| - The Great Vacuum Robbery, codirigida con Harry Williams (1915) - A Modern Enoch Arden (1916) - Gypsy Joe, codirigida con William Campbell (1916) - A Family Affair (1916) - His Wild Oats (1916) - A Social Cub (1916) - The Danger Girl (1916) - Haystacks and Steeples (1916) - The Nick of Time Baby (1916) - Teddy at the Throttle (1917) - Dangers of a Bride (1917) - Whose Baby? (1917) - The Sultan's Wife (1917) - The Pullman Bride (1917) - The Floor Below (1918) - The Venus Model (1918) - Friend Husband (1918) - The Kingdom of Youth (1918) - A Perfect Lady (1918) - Day Dreams (1919) - Sis Hopkins (1919) - Daughter of Mine (1919) - Leave It to Susan (1919) - Through the Wrong Door (1919) - Strictly Confidential (1919) - Almost a Husband (1919) - Jubilo (1919) - Water, Water, Everywhere (1920) - The Strange Boarde (1920) - Jes' Call Me Jim (1920) - The Man Who Lost Himself (1920) - Cupid the Cowpuncher (1920) - Honest Hutch (1920) - Guile of Women (1920) - Boys Will Be Boys (1921) - An Unwilling Hero (1921) - Doubling for Romeo (1921) - A Poor Relation (1921) - Don't Get Personal (1922) | - The Dangerous Little Demon (1922) - The Ropin' Fool (1922) - Quincy Adams Sawyer (1922) - Fruits of Faith (1922) - Your Friend and Mine (1923) - Red Lights (1923) - Potash and Perlmutter (1923) - Painted People (1924) - The Shooting of Dan McGrew (1924) - One Night in Rome (1924) - New Lives for Old (1925) - Eve's Secret (1925) - Paths to Paradise (1925) - The Golden Princess (1925) - Hands Up! (1926) - Miss Brewster's Millions (1926) - The Rainmaker (1926) - The Campus Flirt (1926) - It, con Josef von Sternberg (1927) - A Kiss in a Taxi (1927) - Señorita (1927) - Man Power (1927) - Swim Girl, Swim (1927) - She's a Sheik (1927) - Red Hair (1928) - The Fifty-Fifty Girl (1928) - Hot News (1928) - Three Weekends (1928) - Paris (1929) - No, No, Nanette (1930) - Murder Will Out (1930) - Le Masque d'Hollywood (1930) - Sweethearts and Wive (1930) - The Bad Man (1930) - The Hot Heiress (1931) - Woman Hungry (1931) - Party Husband (1931) - When Strangers Marry (1933) - Rangle River (1933) - That Certain Something (1941) |

### Guionista
| - The Tender Hearted Sheriff, de Allen Curtis (1914) - Lost in Mid-Ocean, de Ulysses Davis (1914) - Love, Roses and Trousers, de Allen Curtis (1914) - The Rejuvenation of Liza Jane, de Allen Curtis (1915) - Wedding Bells Shall Ring, de Allen Curtis (1915) | - The Way He Won the Widow, de Allen Curtis (1915) - The Fatal Kiss, de Allen Curtis (1915) - A Day at the San Diego Fair, de Allen Curtis (1915) - The Lady Doctor of Grizzly Gulch, de Allen Curtis (1915) - Done in Oil, de Charles Avery (1917) |

### Actor
| - My Gal Sal (1942) - The Strange Affair of Uncle Harry (1945) | - The Shocking Miss Pilgrim, de George Seaton y Edmund Goulding, John M. Stahl (1947) |

### Productor
| - It (1927) - She's a Sheik, de Clarence G. Badger (1927) | - Red Hair, de Clarence G. Badger (1928) - Rangle River (1936) |